# 아제르바이잔 축구 국가대표팀

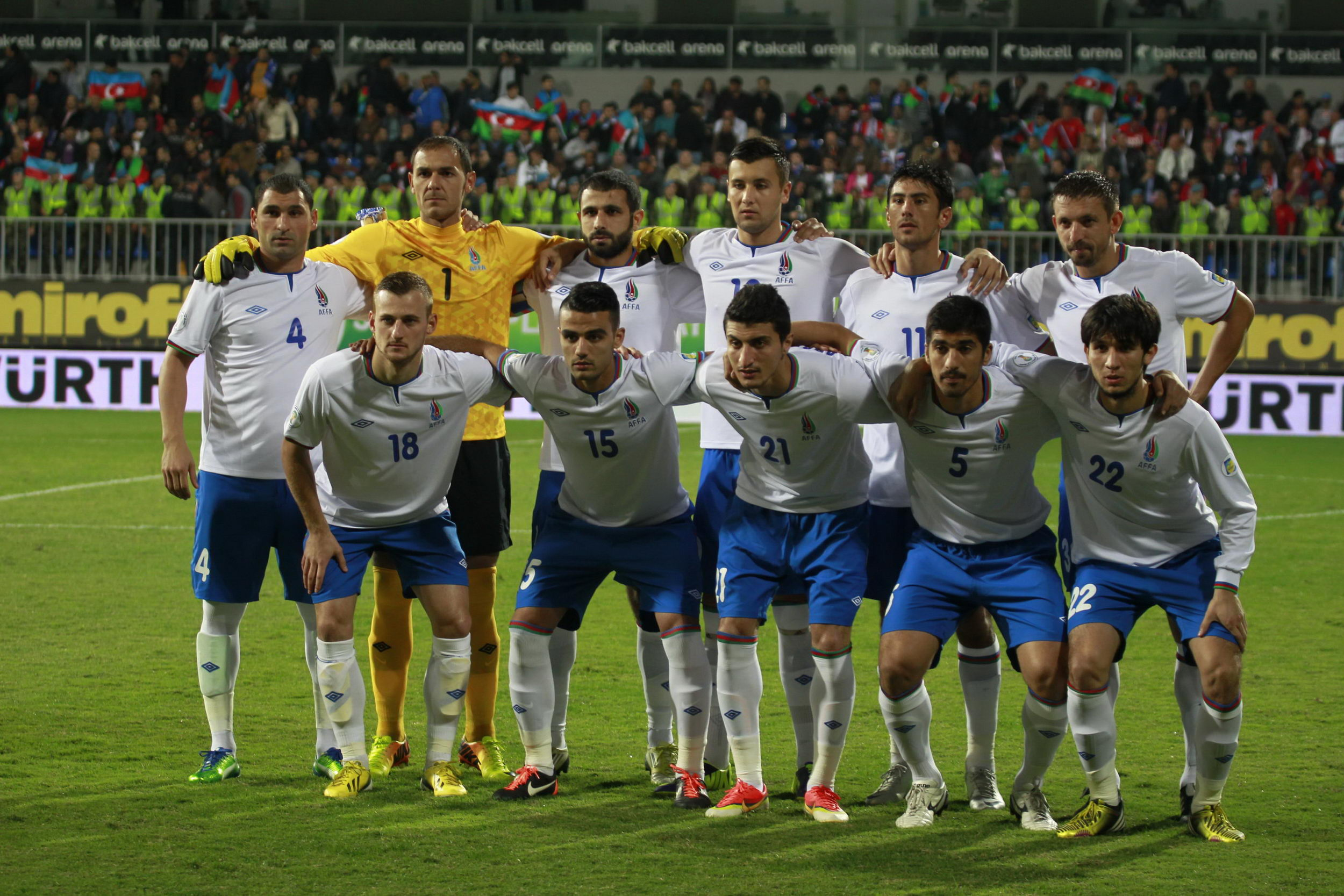
2013년 10월, 아제르바이잔 축구 국가대표팀 모습

아제르바이잔 축구 국가대표팀은 아제르바이잔을 대표하는 축구 국가대표팀으로 아제르바이잔 축구 연맹 협회에서 관리한다. '불의 대지' 라는 별칭으로 알려져 있고 1950년부터 1992년까지 소련의 일원으로 국제 대회에 참가했으며 현재 바쿠 올림픽 경기장을 홈 경기장으로 사용하고 있다. 이웃 나라인 아르메니아와는 대립 관계에 있는 관계로 국제 대회 예선에서는 서로 다른 조에 편성되어 경기를 펼친다.

## 개요
비록 현재까지도 유럽 축구 약체로 평가받고 있는데다가 메이저 대회 본선 경험도 없지만 그래도 간간이 월드컵 유럽 지역 예선과 유로 대회 예선에서 강팀들을 상대로 상대팀들의 간담을 서늘케 할 정도의 좋은 경기력을 선보였다. 그만큼 천연자원으로 인해 자국의 경제상황이 개선되면서 자국 축구리그에 투자가 이뤄지기 시작한 것이 주요 원인으로 풀이된다.

## 국제 대회 경력

### FIFA 월드컵
소련 해체 이후 월드컵 본선에 출전한 적이 단 한번도 없지만 2018년 FIFA 월드컵 유럽 지역 예선 C조 10경기에서 3승 1무 6패·조 4위로 아제르바이잔 축구 역사상 월드컵 유럽 지역 예선 역대 최고 성적을 거두었다.

### UEFA 유럽 축구 선수권 대회
월드컵과 마찬가지로 유로 대회 본선과도 인연이 없다. 다만 UEFA 유로 2012 예선 A조에서 2002년 FIFA 월드컵 3위, UEFA 유로 2008 준결승의 돌풍을 일으킨 튀르키예를 꺾는 이변을 일으키기도 했고 카자흐스탄을 상대로도 승리를 거두었으며 벨기에를 상대로 무승부를 기록하는 등 고춧가루 부대 역할을 제대로 수행했다.

### UEFA 네이션스리그

#### 2018-19년 리그 D
유럽 네이션스리그 첫 시즌 리그 D에 편입된 아제르바이잔은 3조에서 코소보, 페로 제도, 몰타를 상대로 2승 3무 1패·조 2위의 준수한 성적을 거두며 코소보와 함께 차기 시즌 리그 C 승격을 확정지었다.

## FIFA 월드컵 (본선)
| 년도   | 결과          | 순위          | 경기          | 승            | 무*           | 패            | 득점          | 실점          | 승점          |
| ------ | ------------- | ------------- | ------------- | ------------- | ------------- | ------------- | ------------- | ------------- | ------------- |
| 1930년 | 소련으로 참가 | 소련으로 참가 | 소련으로 참가 | 소련으로 참가 | 소련으로 참가 | 소련으로 참가 | 소련으로 참가 | 소련으로 참가 | 소련으로 참가 |
| 1934년 | 소련으로 참가 | 소련으로 참가 | 소련으로 참가 | 소련으로 참가 | 소련으로 참가 | 소련으로 참가 | 소련으로 참가 | 소련으로 참가 | 소련으로 참가 |
| 1938년 | 소련으로 참가 | 소련으로 참가 | 소련으로 참가 | 소련으로 참가 | 소련으로 참가 | 소련으로 참가 | 소련으로 참가 | 소련으로 참가 | 소련으로 참가 |
| 1950년 | 소련으로 참가 | 소련으로 참가 | 소련으로 참가 | 소련으로 참가 | 소련으로 참가 | 소련으로 참가 | 소련으로 참가 | 소련으로 참가 | 소련으로 참가 |
| 1954년 | 소련으로 참가 | 소련으로 참가 | 소련으로 참가 | 소련으로 참가 | 소련으로 참가 | 소련으로 참가 | 소련으로 참가 | 소련으로 참가 | 소련으로 참가 |
| 1958년 | 소련으로 참가 | 소련으로 참가 | 소련으로 참가 | 소련으로 참가 | 소련으로 참가 | 소련으로 참가 | 소련으로 참가 | 소련으로 참가 | 소련으로 참가 |
| 1962년 | 소련으로 참가 | 소련으로 참가 | 소련으로 참가 | 소련으로 참가 | 소련으로 참가 | 소련으로 참가 | 소련으로 참가 | 소련으로 참가 | 소련으로 참가 |
| 1966년 | 소련으로 참가 | 소련으로 참가 | 소련으로 참가 | 소련으로 참가 | 소련으로 참가 | 소련으로 참가 | 소련으로 참가 | 소련으로 참가 | 소련으로 참가 |
| 1970년 | 소련으로 참가 | 소련으로 참가 | 소련으로 참가 | 소련으로 참가 | 소련으로 참가 | 소련으로 참가 | 소련으로 참가 | 소련으로 참가 | 소련으로 참가 |
| 1974년 | 소련으로 참가 | 소련으로 참가 | 소련으로 참가 | 소련으로 참가 | 소련으로 참가 | 소련으로 참가 | 소련으로 참가 | 소련으로 참가 | 소련으로 참가 |
| 1978년 | 소련으로 참가 | 소련으로 참가 | 소련으로 참가 | 소련으로 참가 | 소련으로 참가 | 소련으로 참가 | 소련으로 참가 | 소련으로 참가 | 소련으로 참가 |
| 1982년 | 소련으로 참가 | 소련으로 참가 | 소련으로 참가 | 소련으로 참가 | 소련으로 참가 | 소련으로 참가 | 소련으로 참가 | 소련으로 참가 | 소련으로 참가 |
| 1986년 | 소련으로 참가 | 소련으로 참가 | 소련으로 참가 | 소련으로 참가 | 소련으로 참가 | 소련으로 참가 | 소련으로 참가 | 소련으로 참가 | 소련으로 참가 |
| 1990년 | 소련으로 참가 | 소련으로 참가 | 소련으로 참가 | 소련으로 참가 | 소련으로 참가 | 소련으로 참가 | 소련으로 참가 | 소련으로 참가 | 소련으로 참가 |
| 1994년 | 없음          | 없음          | 없음          | 없음          | 없음          | 없음          | 없음          | 없음          | 없음          |
| 1998년 | 예선 탈락     | 예선 탈락     | 예선 탈락     | 예선 탈락     | 예선 탈락     | 예선 탈락     | 예선 탈락     | 예선 탈락     | 예선 탈락     |
| 2002년 | 예선 탈락     | 예선 탈락     | 예선 탈락     | 예선 탈락     | 예선 탈락     | 예선 탈락     | 예선 탈락     | 예선 탈락     | 예선 탈락     |
| 2006년 | 예선 탈락     | 예선 탈락     | 예선 탈락     | 예선 탈락     | 예선 탈락     | 예선 탈락     | 예선 탈락     | 예선 탈락     | 예선 탈락     |
| 2010년 | 예선 탈락     | 예선 탈락     | 예선 탈락     | 예선 탈락     | 예선 탈락     | 예선 탈락     | 예선 탈락     | 예선 탈락     | 예선 탈락     |
| 2014년 | 예선 탈락     | 예선 탈락     | 예선 탈락     | 예선 탈락     | 예선 탈락     | 예선 탈락     | 예선 탈락     | 예선 탈락     | 예선 탈락     |
| 2018년 | 예선 탈락     | 예선 탈락     | 예선 탈락     | 예선 탈락     | 예선 탈락     | 예선 탈락     | 예선 탈락     | 예선 탈락     | 예선 탈락     |
| 2022년 | 예선 탈락     | 예선 탈락     | 예선 탈락     | 예선 탈락     | 예선 탈락     | 예선 탈락     | 예선 탈락     | 예선 탈락     | 예선 탈락     |
| 합계   |               |               |               |               |               |               |               |               |               |

## FIFA 월드컵 (예선)
| 1930년 | 소련으로 참가                             | 소련으로 참가                             | 소련으로 참가                             | 소련으로 참가                             | 소련으로 참가                             | 소련으로 참가                             | 소련으로 참가                             |                                           |                                           |
| 1934년 | 소련으로 참가                             | 소련으로 참가                             | 소련으로 참가                             | 소련으로 참가                             | 소련으로 참가                             | 소련으로 참가                             | 소련으로 참가                             |                                           |                                           |
| 1938년 | 소련으로 참가                             | 소련으로 참가                             | 소련으로 참가                             | 소련으로 참가                             | 소련으로 참가                             | 소련으로 참가                             | 소련으로 참가                             |                                           |                                           |
| 1950년 | 소련으로 참가                             | 소련으로 참가                             | 소련으로 참가                             | 소련으로 참가                             | 소련으로 참가                             | 소련으로 참가                             | 소련으로 참가                             |                                           |                                           |
| 1954년 | 소련으로 참가                             | 소련으로 참가                             | 소련으로 참가                             | 소련으로 참가                             | 소련으로 참가                             | 소련으로 참가                             | 소련으로 참가                             |                                           |                                           |
| 1958년 | 소련으로 참가                             | 소련으로 참가                             | 소련으로 참가                             | 소련으로 참가                             | 소련으로 참가                             | 소련으로 참가                             | 소련으로 참가                             |                                           |                                           |
| 1962년 | 소련으로 참가                             | 소련으로 참가                             | 소련으로 참가                             | 소련으로 참가                             | 소련으로 참가                             | 소련으로 참가                             | 소련으로 참가                             |                                           |                                           |
| 1966년 | 소련으로 참가                             | 소련으로 참가                             | 소련으로 참가                             | 소련으로 참가                             | 소련으로 참가                             | 소련으로 참가                             | 소련으로 참가                             |                                           |                                           |
| 1970년 | 소련으로 참가                             | 소련으로 참가                             | 소련으로 참가                             | 소련으로 참가                             | 소련으로 참가                             | 소련으로 참가                             | 소련으로 참가                             |                                           |                                           |
| 1974년 | 소련으로 참가                             | 소련으로 참가                             | 소련으로 참가                             | 소련으로 참가                             | 소련으로 참가                             | 소련으로 참가                             | 소련으로 참가                             |                                           |                                           |
| 1978년 | 소련으로 참가                             | 소련으로 참가                             | 소련으로 참가                             | 소련으로 참가                             | 소련으로 참가                             | 소련으로 참가                             | 소련으로 참가                             |                                           |                                           |
| 1982년 | 소련으로 참가                             | 소련으로 참가                             | 소련으로 참가                             | 소련으로 참가                             | 소련으로 참가                             | 소련으로 참가                             | 소련으로 참가                             |                                           |                                           |
| 1986년 | 소련으로 참가                             | 소련으로 참가                             | 소련으로 참가                             | 소련으로 참가                             | 소련으로 참가                             | 소련으로 참가                             | 소련으로 참가                             |                                           |                                           |
| 1990년 | 소련으로 참가                             | 소련으로 참가                             | 소련으로 참가                             | 소련으로 참가                             | 소련으로 참가                             | 소련으로 참가                             | 소련으로 참가                             |                                           |                                           |
| 1994년 | 없음                                      | 없음                                      | 없음                                      | 없음                                      | 없음                                      | 없음                                      | 없음                                      |                                           |                                           |
| 1998년 | 8                                         | 1                                         | 0                                         | 7                                         | 3                                         | 22                                        | 3                                         |                                           |                                           |
| 2002년 | 10                                        | 1                                         | 2                                         | 7                                         | 4                                         | 17                                        | 5                                         |                                           |                                           |
| 2006년 | 10                                        | 0                                         | 3                                         | 7                                         | 1                                         | 21                                        | 3                                         |                                           |                                           |
| 2010년 | 10                                        | 1                                         | 2                                         | 7                                         | 4                                         | 14                                        | 5                                         |                                           |                                           |
| 2014년 | 10                                        | 1                                         | 6                                         | 3                                         | 7                                         | 11                                        | 9                                         |                                           |                                           |
| 2018년 | 10                                        | 3                                         | 1                                         | 6                                         | 10                                        | 19                                        | 10                                        |                                           |                                           |
| 2022년 | 5                                         | 0                                         | 1                                         | 4                                         | 3                                         | 9                                         | 1                                         |                                           |                                           |
| 합계   | 58                                        | 7                                         | 14                                        | 37                                        | 29                                        | 104                                       | 35                                        |                                           |                                           |
| 순위   | 월드컵 예선 승점 순위 : 143위 (유럽 47위) | 월드컵 예선 승점 순위 : 143위 (유럽 47위) | 월드컵 예선 승점 순위 : 143위 (유럽 47위) | 월드컵 예선 승점 순위 : 143위 (유럽 47위) | 월드컵 예선 승점 순위 : 143위 (유럽 47위) | 월드컵 예선 승점 순위 : 143위 (유럽 47위) | 월드컵 예선 승점 순위 : 143위 (유럽 47위) | 월드컵 예선 승점 순위 : 143위 (유럽 47위) | 월드컵 예선 승점 순위 : 143위 (유럽 47위) |

## UEFA 유럽 축구 선수권 대회
- 1960년 ~ 1992년 - 소비에트 연방 소속으로 참가
- 1996년 ~ 2020년 - 예선 탈락

### UEFA 유럽 축구 선수권 대회 (예선)
| 1960년 | 소련으로 참가              | 소련으로 참가              | 소련으로 참가              | 소련으로 참가              | 소련으로 참가              | 소련으로 참가              | 소련으로 참가              |                            |                            |
| 1964년 | 소련으로 참가              | 소련으로 참가              | 소련으로 참가              | 소련으로 참가              | 소련으로 참가              | 소련으로 참가              | 소련으로 참가              |                            |                            |
| 1968년 | 소련으로 참가              | 소련으로 참가              | 소련으로 참가              | 소련으로 참가              | 소련으로 참가              | 소련으로 참가              | 소련으로 참가              |                            |                            |
| 1972년 | 소련으로 참가              | 소련으로 참가              | 소련으로 참가              | 소련으로 참가              | 소련으로 참가              | 소련으로 참가              | 소련으로 참가              |                            |                            |
| 1976년 | 소련으로 참가              | 소련으로 참가              | 소련으로 참가              | 소련으로 참가              | 소련으로 참가              | 소련으로 참가              | 소련으로 참가              |                            |                            |
| 1980년 | 소련으로 참가              | 소련으로 참가              | 소련으로 참가              | 소련으로 참가              | 소련으로 참가              | 소련으로 참가              | 소련으로 참가              |                            |                            |
| 1984년 | 소련으로 참가              | 소련으로 참가              | 소련으로 참가              | 소련으로 참가              | 소련으로 참가              | 소련으로 참가              | 소련으로 참가              |                            |                            |
| 1988년 | 소련으로 참가              | 소련으로 참가              | 소련으로 참가              | 소련으로 참가              | 소련으로 참가              | 소련으로 참가              | 소련으로 참가              |                            |                            |
| 1992년 | 소련으로 참가              | 소련으로 참가              | 소련으로 참가              | 소련으로 참가              | 소련으로 참가              | 소련으로 참가              | 소련으로 참가              |                            |                            |
| 1996년 | 10                         | 0                          | 1                          | 9                          | 2                          | 29                         | 1                          |                            |                            |
| 2000년 | 10                         | 1                          | 1                          | 8                          | 6                          | 26                         | 4                          |                            |                            |
| 2004년 | 8                          | 1                          | 1                          | 6                          | 5                          | 20                         | 4                          |                            |                            |
| 2008년 | 12                         | 1                          | 2                          | 9                          | 6                          | 28                         | 5                          |                            |                            |
| 2012년 | 10                         | 2                          | 1                          | 7                          | 10                         | 26                         | 7                          |                            |                            |
| 2016년 | 10                         | 1                          | 3                          | 6                          | 7                          | 18                         | 6                          |                            |                            |
| 2020년 | 8                          | 0                          | 1                          | 7                          | 5                          | 18                         | 1                          |                            |                            |
| 합계   | 68                         | 6                          | 10                         | 52                         | 41                         | 165                        | 28                         |                            |                            |
| 순위   | 유로 예선 승점 순위 : 47위 | 유로 예선 승점 순위 : 47위 | 유로 예선 승점 순위 : 47위 | 유로 예선 승점 순위 : 47위 | 유로 예선 승점 순위 : 47위 | 유로 예선 승점 순위 : 47위 | 유로 예선 승점 순위 : 47위 | 유로 예선 승점 순위 : 47위 | 유로 예선 승점 순위 : 47위 |

## 주요 선수
- 바다비 후세이노프
- 야비드 후세이노프
- 가라 가라예프
- 디미트리 나자로프
- 아라즈 압둘라예프
- 라밀 셰이다예프
- 막심 메드베데프
- 레나트 다다쇼프
- 리차르트 알메이다

## 역대 감독
| 감독                       | 임기        |
| -------------------------- | ----------- |
| 카를루스 아우베르투 토히스 | 2005        |
| 베르티 포크츠              | 2008 ~ 2014 |
| 볼프강 롤프                | 2014        |
| 로베르트 프로시네치키      | 2014 ~ 2017 |
| 잔니 데 비아시             | 2020 ~ 2023 |
| 페르난두 산투스            | 2024 ~      |

## 같이 보기
- 아제르바이잔 축구 연맹 협회
- 아제르바이잔 프리미어리그